# Reicheneibach
Reicheneibach ist ein Ortsteil des Marktes Gangkofen im niederbayerischen Landkreis Rottal-Inn. Bis 1972 bildete es eine selbstständige Gemeinde.

## Lage
Reicheneibach liegt im Isar-Inn-Hügelland etwa fünf Kilometer nordöstlich von Gangkofen.

## Geschichte

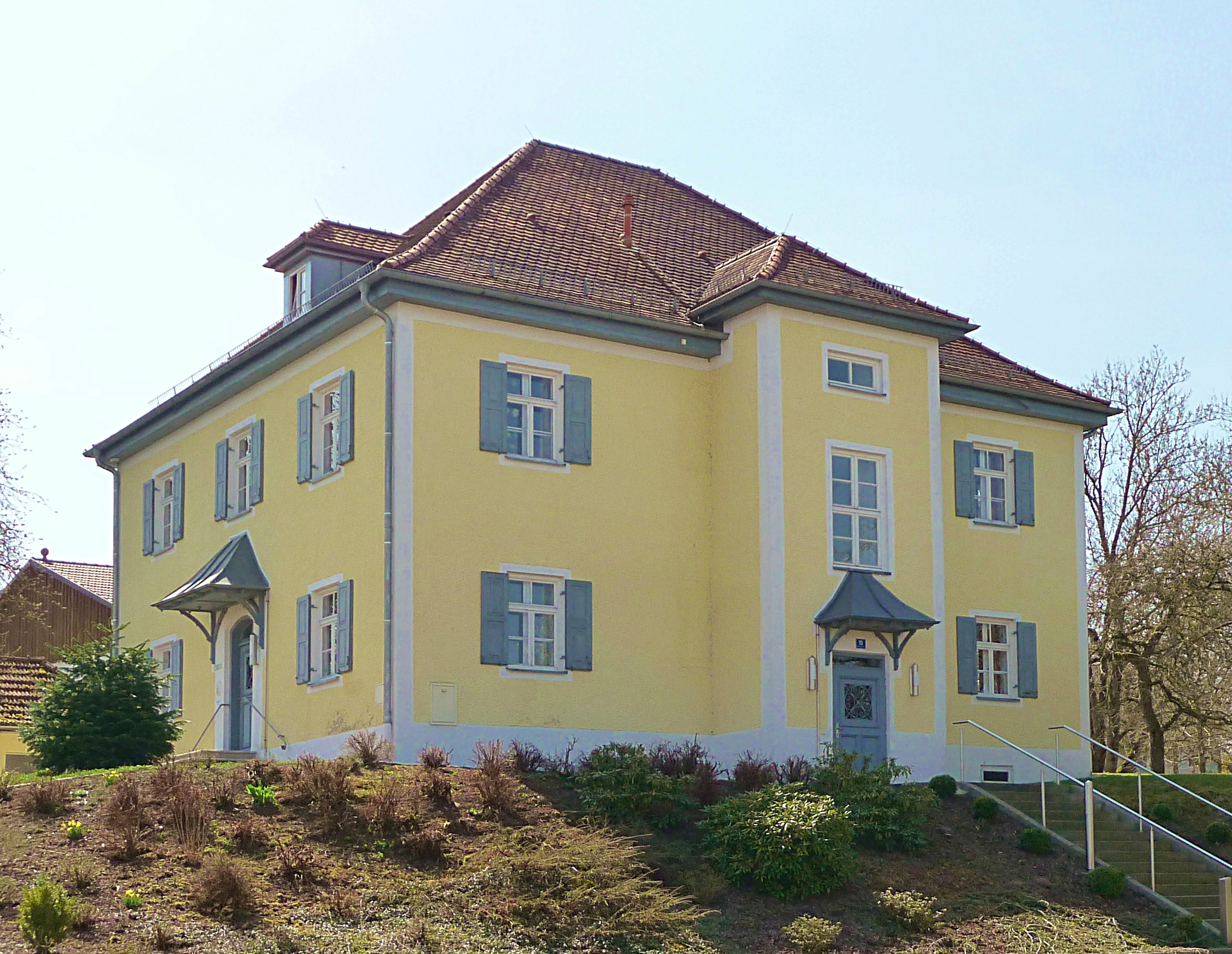
Pfarrhaus (2015)

1304 taucht das Geschlecht der Ekker von Eibach in einer Urkunde der Deutschordenskommende Gangkofen auf. Über 200 Jahre waren sie im Besitz der geschlossenen Hofmark Reicheneibach. 1510 werden dann als Besitzer die Erben Georg Preuers genannt, und 1549 bis 1580 besaß Veith Zachreis  die Hofmark. Nach dessen Tod wurde sie unter seinen Töchtern geteilt, und so entstand die Erbengemeinschaft Puchberg-Starzhausen-Tattenbach. Im Jahre 1631 kam die ganze Hofmark Reicheneibach in die Hand von Hans Jakob von Starzhausen zu Ottmaring und Markelkofen. Bis 1686 sind die Starzhauser in den Landtafeln eingetragen.
1703 wurde Ferdinand Josef Freiherr von Kleis durch die Heirat mit Maria Josefa Corona von Starzhausen Hofmarksbesitzer. 1725 erscheint als Besitzer Dr. Ferdinand Franz Reichsfreiherr von Stromer und 1775 Freiherr Michael von Schreckleben. Am 4. Juli 1776 wurde die Hofmark Reicheneibach von Johann Baptist Nikola Reichsfreiherr von Pienzenau erworben. 1795 ging sie durch Heirat derer von Pienzenau auf Emmerich Josef Reichsgrafen von Böthi über. 1804 kam durch einen Erbvergleich Reicheneibach an Karl August Reichsgrafen von Yrsch auf Niederpöring. 
Das bayerische Urkataster zeigt Reicheneibach in den 1810er Jahren als ein Kirchdorf mit 36 Herdstellen, der Kirche und ihrem Gottesacker sowie drei Weiher.
In der Nachfolge der Hofmark wurde am 10. Februar 1821 das Patrimonialgericht  2. Klasse Reicheneibach genehmigt, das für 45 Gerichtsholde zuständig war.
Zu Anfang des 19. Jahrhunderts wurde aus dem Steuerdistrikt Reicheneibach die patrimonialgerichtische Gemeinde Reicheneibach I mit ausschließlich dem Patrimonialgericht Reicheneibach und die landgerichtische Gemeinde Reicheneibach II mit den Orten der Umgebung gebildet. Erst nach dem Ende der Patrimonialgerichte 1848 wurden mit Befehl von 28. August und 1. September 1851 die Gemeinden Reicheneibach I und II vereinigt. Die Gemeinde Reicheneibach gehörte zum Landgericht Eggenfelden, Bezirk Eggenfelden beziehungsweise (ab 1939) Landkreis Eggenfelden.
Am 1. Januar 1972 wurde sie im Zuge der Gebietsreform in Bayern in die Gemeinde Gangkofen eingegliedert. 1987 hatte Reicheneibach 137, im März 2002 166 Einwohner.
Baudenkmale
An historischer Bausubstanz sind in Reicheneibach neben der spätgotischen Pfarrkirche St. Simon und Judas Thaddäus das Pfarrhaus, ein Wohnstallhaus und ein Gasthof erhalten. 
Das 1869 erbaute und 1910 erweiterte Schulhaus wurde Ende Januar 2008 abgebrochen. siehe auch: Liste der Baudenkmale in Reicheneibach

## Vereine
- Stammtisch
- Katholische Landjugend Reicheneibach
- SC Reicheneibach. Er wurde 1974 gegründet.
- Frauen- und Mütterverein Reicheneibach mit Mutter-Kind-Gruppe
- Freiwillige Feuerwehr Reicheneibach. Sie wurde 1886 gegründet.
- Krieger- und Soldatenkameradschaft Reicheneibach
- Obst- und Gartenbauverein Reicheneibach. Er feierte 2006 sein 100-jähriges Gründungsfest.
- Marianische Männerkongregation Reicheneibach
- Reicheneibacher Jugendchor
- Brandunterstützungsverein. Der Privatunterstützungsverein bei Brandfällen in Reicheneibach wurde 1881 gegründet.